# Büro, Büro
Büro, Büro ist eine deutsche Comedy-Fernsehserie, die von der Bavaria Film produziert wurde. Sie lief an verschiedenen Wochentagen im regionalen Vorabendprogramm der ARD. Die Staffeln 1–3 mit jeweils 13 Folgen wurden von 1982 bis 1984 erstgesendet, die Staffeln 4–5 (ebenfalls jeweils 13 Folgen) in den Jahren 1988 und 1989. Die letzten beiden Staffeln mit zusammen 20 Folgen liefen erstmals 1990 und 1991.

## Handlung
Die Serie zeigt und überzeichnet das alltägliche Büroleben in der Firma Lurzer KG, die Trimmgeräte herstellt. Dabei stehen insbesondere die Beziehungen zwischen den Personen im Vordergrund, aber auch Geschäftsvorgänge sind Bestandteil der Episoden.
Die Versuche der Geschäftsleitung, die Mitarbeiter zu motivieren, gehen oft daneben, sodass es häufig drunter und drüber geht. Auch die üblichen Alltagsprobleme in einem ganz normalen Büro bleiben nicht aus; diese spiegeln sich zum Beispiel in kleinen Intrigen, Klatsch, Neid bis hin zu Büroliebschaften wider. Auch Rationalisierungsmaßnahmen sind an der Tagesordnung. Ein japanischer Fachmann geht dabei so gründlich vor, dass die Firma Lurzer KG vorerst geschlossen werden muss. Die Schließung ist jedoch nicht von langer Dauer, denn schon gibt es eine amerikanische Beteiligung, die Firma wird unter dem Namen „LHS – Lurzer, Harryman & Sell“ wiedereröffnet und zieht von einem etwas altertümlich anmutenden maroden Bau in ein für die damalige Zeit modernes Bürogebäude.
Zu Beginn der zweiten Staffel stellt sich jedoch heraus, dass sich die Amerikaner Harryman & Sell zurückgezogen haben, was das Ende der Firma LHS bedeutet hat. Deshalb wird die Firma in der zweiten Staffel unter ihrem ursprünglichen Namen „Lurzer KG“ in einem wesentlich kleineren Gebäude wiedereröffnet, das aber auf Anordnung der Behörden aufgrund von giftigen Bausubstanzen abgerissen werden muss, wodurch wieder ein Umzug in ein neues Gebäude stattfindet. In der dritten Staffel befindet sich die Firma Lurzer noch einmal in einem anderen Gebäude, jedoch wird für den erneuten Umzug kein Grund genannt.
Geschäftsinhaber Lurzer ist fast nie zu sehen. Er ist meist auf Dienstreise oder aus anderen Gründen nicht zu sprechen.

## Personen
Dr. Herbert Brokstedt, immer in Anzug und Fliege gekleidet, leicht hektisch und zerstreut, ist zu Beginn der Serie Personalchef, kaufmännischer Direktor und Prokurist der Firma und somit Hauptansprechpartner und Vorgesetzter, der den Betrieb entscheidend prägt. Zwar ist er einerseits sehr korrekt, gewissenhaft und um das Wohl der Firma bemüht, andererseits versteht er es aber auch, die Mitarbeiter für seine Ziele zu instrumentalisieren, und zeigt sich in manchen Situationen über geleistete Hilfe wenig dankbar. Nachdem die Firma Lurzer KG geschlossen und in die Holdinggesellschaft Lurzer, Harryman & Sell eingegliedert wurde, muss er gegen seine eigene Überzeugung sehr rigorose Rationalisierungspläne durchsetzen, indem er beispielsweise die komplette Konstruktionsabteilung entlässt.
Zu Beginn der Serie legt er großen Wert darauf, mit seinem Doktortitel angesprochen zu werden. Als die Amerikaner ins Geschäft einsteigen, gibt er per Rundschreiben jedoch bekannt, dass sich alle Mitarbeiter künftig mit Vornamen und „Sie“ anzusprechen haben. Sobald er in dieser Zeit mit „Herr Dr. Brokstedt“ angesprochen wird, korrigiert er die Leute, indem er „Herbert“ sagt. Nachdem Gosslar als stiller Teilhaber im Unternehmen beteiligt ist, wird er Schritt für Schritt entmachtet. So wird ihm zunächst die Funktion des kaufmännischen Direktors aberkannt, wodurch er nur noch Personalchef ist. Im weiteren Verlauf der Serie wird er durch das Zutun von Gosslar immer mehr isoliert. In der letzten Folge der ersten Staffel (1.39 Ganz in Weiß) wird er schließlich von Conrad Lurzer, der sich via Satellit aus Boston meldet, entlassen. Zu Beginn der zweiten Staffel wird er jedoch von Herrn Lurzer mit dem Neuaufbau der alten Lurzer KG beauftragt, nachdem die Firma LHS am Ende war. Zunächst leitet er wieder die Geschicke der Firma, zieht sich dann aber nach einem Gespräch mit Herrn Lurzer – angeblich auf eigenen Wunsch – aus Altersgründen zurück und wird „Ehrengesellschafter mit Beratungsfunktion“. Sein Nachfolger wird Dr. Schmitt-Lausitz.
Sein Running Gag: Er diktiert stets „aus gegebenem Anlass“ Anweisungen an die Belegschaft, wobei er sich in Nebensatz-Konstruktionen verheddert (zur Sekretärin: „Schreiben Sie das mal fertig“).
Gabi Neuhammer ist als Schreibkraft im zentralen Schreibzimmer der Firma tätig. Sie ist in geschäftlichen Dingen etwas naiv, wirkt im Umgang mit Vorgesetzten gelegentlich etwas flapsig und respektlos, dennoch ist sie der Firma gegenüber sehr loyal eingestellt und hilft, einen Fall von Werksspionage, in den der Verkaufsleiter und spätere stille Teilhaber der Firma, Alf Gosslar, verwickelt ist, mit aufzuklären. In der Männerwelt ist sie sehr begehrt, lässt jedoch nur wenige Männer an sich heran. Mit ihrem Kollegen Herrn Semmler landet sie nach einem gemeinsamen Abend allerdings im Bett. Ihre Beziehung ist von zahlreichen Trennungen und Wiederversöhnungen geprägt. Zum endgültigen Ende kommt es, als Gabi erfährt, dass Herr Semmler nach der Schließung der Lurzer KG nach Hamburg geht und dort mit Annette Münzner, mit der er zwischenzeitlich auch eine Affäre hatte, bis auf weiteres zusammenwohnen möchte. Nach einigen weiteren Beziehungen zu verschiedenen Männern, die jedoch über ein gemeinsames Essen oder Treffen nicht hinausgehen, verliebt sie sich in Jan Terjan. In der letzten Folge der ersten Staffel (1.39 Ganz in Weiß) nimmt sie schließlich seinen Heiratsantrag an und verlässt die Firma.
Renate Gerlach ist eine ruhige, zurückhaltende, sehr beherrschte junge Frau und die beste Freundin von Gabi Neuhammer. Wie sich im späteren Verlauf der Serie herausstellt, ist sie eine uneheliche Tochter von Herrn Dr. Brokstedt, was in der Firma geheim gehalten werden muss. Gabi Neuhammer ist die einzige Kollegin, die darüber Bescheid weiß. Während Dr. Brokstedt sie in der Firma mit „Sie“ anspricht, nennt er sie, sobald sie allein sind, liebevoll „Renatchen“.
Lotte Hanisch ist zu Beginn der Serie die Büroleiterin des zentralen Schreibzimmers. Obwohl sie sehr streng sein kann, hat sie als Betriebsrätin für die Probleme ihrer Kollegen ein offenes Ohr. Im Verlauf der Serie verlässt sie jedoch das Schreibzimmer und wird als Nachfolgerin für Frau Dolf, die aufgrund ihrer Heirat die Firma verlässt, Vorzimmerdame von Herrn Lurzer. Auch ihr wurde ein Running Gag auf den Leib geschrieben. Im Vorzimmer der Chefetage steht ein Fernschreiber (Telex). Immer wenn sie ein ausgedrucktes Schreiben zu Frau Schneider bringt, tut sie dies mit dem ausdrücklichen Hinweis, dies nur (mal wieder) ausnahmsweise zu machen, und der weiteren Anmerkung, dass hierfür ja eigentlich der Azubi zuständig sei.
Helma Schneider ist die Vorzimmerdame von Dr. Brokstedt, Dr. Schmitt-Lausitz und Direktor Brömmelkamm. Kollegen, die dringend mit ihrem Vorgesetzten sprechen wollen, muss sie oftmals abwimmeln, was ihr jedoch nicht immer gelingt, wodurch sie gelegentlich Kritik einstecken muss. Im Arbeits- und Personalwesen ist sie sehr kompetent, eckt damit jedoch auch bei ihren Vorgesetzten an. Obwohl sie sich aufgrund ihrer Funktion nicht immer beliebt macht, ist sie ihren Kollegen gegenüber auch hilfsbereit und bewahrt sie davor, in Schwierigkeiten zu geraten. Zu Beginn der Serie stellt sich heraus, dass sie sich von ihrem Mann getrennt hat. Während eines Betriebsausflugs verliebt sie sich in Herrn Kalinke, der nach eigenen Angaben „unglücklich verheiratet“ ist. Die Beziehung ist von einigen Trennungen und Wiederversöhnungen geprägt, im Verlauf der zweiten Staffel leben beide jedoch zusammen. In der vorletzten Folge der Serie verliebt sie sich in einen Volontär, der kurzzeitig in die Firma kommt, und sagt Herrn Kalinke, dass sie sich von ihm trennen möchte. Wie sich herausstellt, hat besagter Volontär jedoch Affären mit drei Kolleginnen gleichzeitig. Ob die Trennung am Ende noch Bestand hat oder ob es noch einmal zur Versöhnung kommt, wird auch in der letzten Folge nicht mehr thematisiert.
Edmund Kalinke ist ein ruhiger Mensch, der die Angewohnheit hat, zwischenmenschliche Probleme der Kollegen sehr unaufgeregt und gleichzeitig impulsiv zu lösen. Einzig als er kurzzeitig die Vertretung für Herrn Dr. Brokstedt übernehmen soll, als dieser in Boston weilt, und die Firma aufgrund des Umzuges noch nicht richtig funktioniert, ist er sehr nervös und jähzornig.
Zu Beginn der Serie ist er Leiter der Buchhaltung, danach Verkaufsleiter des Bezirks Süd und später sogar Verkaufsleiter der gesamten Firma. In der zweiten Staffel leitet er wieder einen Verkaufsbezirk. Während eines Betriebsausflugs verliebt er sich in Frau Schneider und hat eine Beziehung mit ihr. Die Beziehung ist von einigen Trennungen und Wiederversöhnungen geprägt, im Verlauf der zweiten Staffel leben beide jedoch zusammen.
In der vorletzten Folge der Serie trennt sich Frau Schneider von ihm mit der Begründung, sich in einen anderen Mann verliebt zu haben. Ob es noch einmal eine Versöhnung der beiden gibt, wird auch in der letzten Folge nicht thematisiert.
Alwin Thieme ist ein pedantischer Angestellter, der immer großen Wert darauf legt, seinen Vorgesetzten zu gefallen. Er arbeitet zu Beginn der Serie zusammen mit Gerd Semmler im Verkauf, später ist er Verkaufsleiter der Bezirke Süd-Süd-West, Süd-West und Süd sowie Sicherheitsbeauftragter der Firma. In der zweiten Staffel arbeitet er nicht mehr im Verkauf, sondern ist neben seiner Tätigkeit als Sicherheitsbeauftragter auch Leiter der Revisionsabteilung und somit für die Überprüfung diverser Ausgaben wie Material usw. zuständig, außerdem für Fahrtkostenabrechnungen. In dieser Funktion geht er seinen Kollegen oft sehr auf die Nerven. Von seinem Kollegen Edmund Kalinke wird er immer „Thimi“ genannt. Seit der Folge Verkäufer des Jahres, in der er von Dr. Brokstedt zum Sicherheitsbeauftragten der Firma ernannt wird, ist sein Running Gag, dass er in Gesprächen mit anderen Mitarbeitern betont, er mache dies oder jenes in seiner „Eigenschaft als Security Supervisor“ oder später in seiner „Eigenschaft als Leiter der Revisionsabteilung“.
Gottfried Watzmann ist ein sehr großer, etwas flapsig wirkender Angestellter, der die Angewohnheit hat, alle seine Kollegen und Vorgesetzten auch gegen deren Willen mit „Du“ anzusprechen. Er ist zu Beginn der Serie Mitglied der Bhagvan-Sekte, trägt daher nur rote Kleidung, hat immer eine Kette mit dem Bild des Sektenführers um den Hals und wohnt auch in einem Center der Glaubensbewegung. Er schafft es, kurzzeitig einen Großteil der Belegschaft für diese Sekte zu begeistern, und fordert sogar einen eigenen Meditationsraum im Firmengebäude. Nachdem er jedoch festgestellt hat, dass es in dieser Sekte nur oberflächlich um Spirituelles geht, während man in Wahrheit Mitgliedern das Geld aus der Tasche ziehen will, verlässt er die Organisation wieder. Nach eigenen Angaben kann er es nicht verstehen, dass die Führer der Sekte mehrere Rolls-Royce fahren, während er keinen hat.
Annette Münzner ist eine Schreibkraft, die beim Personalservice angestellt ist und als Krankheitsvertretung für die an Depressionen leidende Frau Klose in der Firma arbeitet. Sie lehnt sich schon an ihrem ersten Arbeitstag gegen die Autoritäten in der Firma auf. So parkt sie ihr Auto einfach auf dem Parkplatz von Dr. Brokstedt und setzt sich gegenüber ihren Vorgesetzten wie z. B. Frau Hanisch verbal rigide zur Wehr, wenn sie sich in ihrer Freiheit eingeschränkt fühlt. Auf diese Weise zeigt sie, dass sie nichts zu verlieren hat, weil sie nicht in der Firma arbeitet. Dennoch ist sie bei ihren Kollegen sehr beliebt. Obwohl Dr. Brokstedt den Personalservice ausdrücklich darauf hinweist, dass er Frau Münzner nicht mehr in der Firma sehen möchte, kommt sie im Laufe der Serie noch einmal kurz zurück, da der Personalservice zu der Zeit keine anderen Kräfte zur Verfügung hat.
Felix Schmitt ist Azubi der Firma und arbeitet zusammen mit Frau Koch und Herrn Kalinke in der Buchhaltung. Er pflegt diverse Situationen mit dem Ausspruch „Aber astrein!“ zu kommentieren, ein Running Gag, der von späteren Azubis übernommen wird. Als die Buchhaltung auf EDV umgestellt wird, ist die gesamte Abteilung dabei, alte Papierunterlagen nach dem Eingeben in den Computer zu vernichten. Seine Aufgabe ist es, die damals üblichen 5¼-Zoll-Disketten zu beschriften. Plötzlich stellen die Mitarbeiter der Abteilung fest, dass die Disketten keine Daten enthalten. Wie sich herausstellt, hatte Felix, während er die Disketten beschriftete, aus Unwissenheit einen großen Magneten in der Tasche, was zur Löschung geführt hat, sodass alle Daten der Firma verschwunden sind und ein Neuaufbau begonnen werden muss. Dies ist der mutmaßliche Grund für das vorläufige Ende der Lurzer KG und die Eingliederung in die Holdinggesellschaft mit amerikanischer Beteiligung.
Im Verlauf der ersten Staffel schließt er seine Ausbildung erfolgreich ab und wird aus der Buchhaltung in die Konstruktionsabteilung versetzt, schließlich aber gemeinsam mit der aus Gründen der Rationalisierung aufgelösten Abteilung entlassen.
Katharina Wespe ist eine eigensinnige und zu Beginn sehr unbeliebte Kollegin aus der Buchhaltung bzw. späteren EDV, die mit anderen wegen allem Möglichen permanent in Streit gerät und die Angewohnheit hat, ihre Vorgesetzten mit allerlei Belanglosigkeiten zu behelligen. In der zweiten Staffel arbeitet sie als Büroleiterin der Registratur und wird von der Belegschaft zur Betriebsrätin gewählt. Sie glaubt, dass die Karten, die sie legt, ihr die Zukunft voraussagen können, irrt sich aber meistens in ihren Prognosen.
Zudem stellt sich im Verlauf der Serie heraus, dass sie mit erheblichen privaten Problemen zu kämpfen hat. So ist ihr Mann langzeitarbeitslos. In der zweiten Staffel trennt sie sich schließlich und lebt allein.
Adam Lehmann ist der Bruder von Frau Hanisch und wird als Buchhalter in der Firma mit dem Auftrag eingestellt, die Umstellung der Buchhaltung auf EDV vorzubereiten und durchzuführen. Im weiteren Verlauf der Serie wird er Systembeauftragter für die gesamte Firma und übt diese Tätigkeit auch in der zweiten Staffel als Leiter der EDV-Abteilung aus. Er tritt sehr selbstbewusst und gelegentlich überheblich auf, glaubt an Astrologie und stellt in dieser Hinsicht einen Gegenpart zu Frau Wespe dar. Erhält er die Anweisung, sofort irgendwo zu erscheinen, weigert er sich immer, dieser Folge zu leisten, mit der Begründung, auf Begriffe, die seiner Ansicht nach dem deutschen Militärjargon entstammen, nicht zu reagieren. Darüber hinaus ist er ein begeisterter Hobbygärtner und Hobbykoch und hat in der ersten Staffel eine Beziehung mit Frau Koch. Im Verlauf der zweiten Staffel verliebt er sich in die Leiterin des Schreibzimmers, Birgit Broegele. Diese Beziehung ist durch mehrere Trennungen und Wiederversöhnungen geprägt. Eine ursprünglich geplante Hochzeit kommt jedoch nicht zustande.
Gerd Semmler ist der lockere, etwas großmäulig wirkende Kollege, der im Verkauf arbeitet. Er erscheint oft zu spät auf der Arbeit und hat viele Affären mit Frauen, so zum Beispiel auch mit Gabi Neuhammer. Nachdem die Lurzer KG geschlossen wird, tritt er eine neue Stelle in Hamburg an und taucht in der Serie nicht mehr auf.
Roswitha Koch ist eine gelegentlich etwas hysterische Angestellte, die in der Buchhaltung arbeitet. Nachdem Frau Hanisch Sekretärin von Herrn Lurzer geworden ist, wechselt sie ins Schreibzimmer und wird Büroleiterin. Zu Anfang gerät sie immer wieder mit ihren beiden Kolleginnen Gabi und Renate aneinander, wenn diese sie mit Frau Hanisch vergleichen, später jedoch verändert sie sich zu einer sehr freundlichen Vorgesetzten, die ihren Kolleginnen im Schreibzimmer oft den Rücken freihält. Sie hat im Verlauf der Serie ein Verhältnis mit Herrn Lehmann.
Willi Schweiger ist ein etwas seltsam anmutender Angestellter, der in der Mitte der ersten Staffel in der Firma eingestellt wird und zusammen mit Gottfried Watzmann im Verkauf arbeitet. Er hat die Angewohnheit, in brenzligen Situationen oder wenn er kritisiert wird, einen Witz zu erzählen. Zudem ist er passionierter Pfeifenraucher, was einmal dazu führt, dass die Sprinkleranlage im Lager eingeschaltet wird, als er mit Herrn Thieme zusammen die Feuermelder inspiziert.
Peter Leclair ist zu Beginn der Serie Verkaufsleiter der Firma Lurzer. Nachdem er den Auftrag erhält, einen Rationalisierungsplan für seine Abteilung zu entwerfen, schießt er über dieses Ziel hinaus und entwirft einen Rationalisierungsplan für die ganze Firma, der auch vorsieht, Dr. Brokstedt aus seiner Funktion zu entfernen. Als Dr. Brokstedt dies mit Hilfe von Gabi herausbekommt, bestellt er Herrn Leclair zu sich, der nach einem kurzen Gespräch fristlos kündigt. Wie sich später herausstellt, wird er danach bei einer großen Hotelkette in ähnlicher Funktion beschäftigt.
Rudolf Böckelmann arbeitet in der Buchhaltung der Firma Lurzer. Obwohl er verheiratet ist und zwei Kinder hat, bandelt er oft mit irgendwelchen Frauen an, die ihn aber meistens abblitzen lassen.
Zudem ist er mit seiner Tätigkeit als Buchhalter nicht immer glücklich, da er begeisterter Hobbyerfinder ist. So möchte er seine Ideen in Episode 1.03 Der Dienstweg in der Konstruktionsabteilung vorbringen, die ihn jedoch abweist. Er treibt dieses Verhalten so auf die Spitze, dass er schließlich sogar mit Dr. Brokstedt aneinandergerät. Nachdem er jedoch zusagt, sich künftig an den Dienstweg zu halten, sichert ihm Brokstedt zu, dass seine Erfindungen, wie z. B. ein Fahrrad, das eine holprige Straße simuliert, tatsächlich geprüft und gebaut werden. Kurz vor der Schließung der alten Lurzer KG wird er aufgrund von Rationalisierungsmaßnahmen in die Konstruktionsabteilung versetzt, taucht aber danach nicht mehr in der Serie auf.
Alf Gosslar ist zu Beginn der Serie Verkaufsleiter und somit Nachfolger von Herrn Leclair. Er leistet zunächst sehr gute Arbeit und zieht viele Aufträge an Land. Im Laufe der Serie beginnt er allerdings zunehmend gegen Dr. Brokstedt zu intrigieren, sodass dieser ihm immer weniger vertraut. Diese Intrigen gipfeln darin, dass er Werksspionage betreibt und von der Firma Lurzer, Harryman & Sell errechnete Angebote an die Mannheimer Sport- und Trimmgeräte GmbH weitergibt, damit diese die Aufträge preislich unterbieten und den Zuschlag erhalten kann, wodurch etliche Aufträge ausbleiben und die wirtschaftliche Situation angespannt ist. Nachdem diese Machenschaften ebenfalls mit der Hilfe von Gabi und Brokstedts persönlichem Assistenten Markus aufgedeckt worden sind, kündigt Gosslar fristlos. Seltsam ist, dass Dr. Brokstedt in diesem Zusammenhang aus Amerika die Anweisung erhält, außer der Kündigung keine weiteren Maßnahmen zu ergreifen.
Nachdem Alf Gosslar eine Zeitlang verschwunden ist, kündigt sich nach einer gewissen Zeit ein Vertreter aus Boston an, der sich später als Alf Gosslar herausstellt. Er kommt wieder in die Firma zurück, da er neben den Partnern Harryman & Sell auch stiller Teilhaber an der Holdinggesellschaft ist, zu der die Firma Lurzer gehört. Zudem gibt Gosslar gegenüber Dr. Brokstedt zu, dass er der Firma Lurzer mit Absicht geschadet hat, da es in einer Holdinggesellschaft nicht nur Tochterfirmen geben sollte, die Gewinn abwerfen. Viel eher müsste es auch Tochterfirmen geben, die aus steuerlichen Gründen Verlust machen.
Nachdem sich Dr. Brokstedt eine gewisse Zeit in den Urlaub zurückzieht, übernimmt Gosslar die Geschicke der Firma und zieht sehr unaufgeregt, aber rigoros seine Rationalisierungspläne durch. So wird die komplette Firma auf EDV umgestellt und eine moderne elektronische Zeiterfassung installiert, die die Mitarbeiter zunächst boykottieren. Im späteren Verlauf wird Gosslar von der Firma Lurzer in die Europazentrale nach Frankfurt befördert, wo er weiterhin auch gegen den Willen und das Wissen seines Nachfolgers Jan Terjan in die Geschicke der Firma eingreift.
Nach dem Ende der Firma LHS taucht er in der zweiten Staffel noch einmal als Manager für die Sportgeräte Padberg auf, mit der sich die Lurzer KG einen Auftrag teilen soll. Jedoch stellt sich auch hier schnell heraus, dass Gosslar offensichtlich nichts Gutes im Schilde führt, da durch einen Zufall eine Information zur Firma Lurzer gelangt, dass die Firma Sportgeräte Padberg zahlungsunfähig ist, sodass der vorher geplante Großauftrag schließlich im Sande verläuft.
Markus Horlacher ist ein zu Beginn der Serie von den Amerikanern berufener Assistent der Geschäftsleitung und in dieser Funktion zunächst Herrn Dr. Brokstedt an die Seite gestellt. In Fragen des Managements ist er äußerst kompetent. Oft gerät er mit seinem Vorgesetzten aneinander, da er Entscheidungen ohne Absprache mit ihm trifft. Gemeinsam mit Gabi Neuhammer deckt er einen Fall von Werksspionage auf, in den Gosslar verwickelt ist. Im späteren Verlauf der Serie, in dem Alf Gosslar als stiller Teilhaber in die Firma zurückkommt und Dr. Brokstedt nach und nach entmachtet wird, wird er Gosslars Assistent und geht mit ihm auch in die Europazentrale nach Frankfurt.
Am Ende der ersten Staffel (1.39 Ganz in Weiß) teilt Herr Lurzer per Videobotschaft mit, dass Markus Horlacher künftig neuer kaufmännischer Direktor und Personalchef wird und somit die Herren Dr. Brokstedt und Terjan in ihren Funktionen ersetzt.
Jan Terjan: Der leidenschaftliche Teetrinker kommt als Nachfolger für den in die Europazentrale nach Frankfurt versetzten ehemaligen kaufmännischen Direktor Alf Gosslar. Sein auffälliges Markenzeichen ist, dass er stets einen weißen Anzug trägt. Es ist sowohl ein Gegenpart zu Dr. Brokstedt, mit dem er sich nach kurzem beidseitigem Säbelrasseln gut versteht, als auch ein Gegenpart zu Gosslar. Im Gegensatz zu Dr. Brokstedt, der ein Chef der alten Schule ist, ist Jan Terjan ein Vorgesetzter, der mit seinen Angestellten sehr locker und kollegial umgeht, es jedoch auch versteht, charmant und unaufgeregt Fakten zu schaffen. Zudem ist er seinen Kollegen gegenüber sehr hilfsbereit und an ihrem Wohl interessiert. Als Gegenpart zu Gosslar zeichnet er sich dadurch aus, dass er zum einen ein Rationalisierungskonzept umsetzen möchte, das keine Kündigungen vorsieht, und zum anderen ein Vertrauter von Herrn Harryman aus Amerika ist, während Gosslar auf der Seite von Herrn Sell steht. Im Laufe der Serie fällt er jedoch bei Harryman aus nicht genannten Gründen in Ungnade.
Obwohl er anfangs sehr wehrhaft erscheint, kommt er irgendwann nicht mehr gegen die Manipulationsversuche an, die Gosslar von Frankfurt aus unternimmt. Als sich in der letzten Folge der ersten Staffel (1.39 Ganz in Weiß) herausstellt, dass die Firma nicht nur im Bürogebäude, sondern auch am Privathaus von Dr. Brokstedt heimlich Überwachungskameras hat installieren lassen, kündigt er seine Anstellung zunächst bei Dr. Brokstedt. Kurz darauf meldet sich Conrad Lurzer via Satellit aus Boston und gibt bekannt, dass die Herren Terjan und Dr. Brokstedt entlassen werden.
Jan Terjan verliebt sich im Verlauf der Serie in Gabi Neuhammer und heiratet diese am Ende der ersten Staffel. Beide verlassen die Firma.
Dr. Adalbert-Wilhelm Schmitt-Lausitz ist zu Beginn der zweiten Staffel der neue Personalchef der Firma Lurzer. Im Gegensatz zu Dr. Brokstedt, der immer etwas hektisch ist und sich in Halbsätzen verheddert, ist Dr. Schmitt-Lausitz von eher ruhiger Natur und spricht sehr langsam und präzise. Zudem ist er sehr intellektuell und drückt sich dementsprechend vornehm aus. Sein Vorname wird in der Folge Das Gartenfest erwähnt. Er lebt mit seiner Mutter zusammen, die ihn „Awie“ nennt. Als Chef hat er in der Firma eher Probleme damit, sich durchzusetzen, versucht aber trotzdem zu intrigieren, auch z. B. gegen seinen Vorgänger Dr. Brokstedt, der zu Anfang in manchen Bereichen immer noch als „Ehrengesellschafter mit Beraterfunktion“ kräftig mitmischt. Dieser fährt ihm jedoch immer wieder kräftig in die Parade. Die meiste Zeit ist er mit seinem Aquarium beschäftigt oder spielt Schach. Im Verlauf der zweiten Staffel verlässt er die Firma und wird Manager in einer Handelsgesellschaft für Zierfische.
Sein Running Gag: Wenn er versucht, andere von etwas zu überzeugen, beginnt er diese Aussage immer mit den Worten: „Korrigieren Sie mich, wenn ich mich irre.“
Marianne Rothenbaum ist eine etwas kühle, sehr attraktive Karrierefrau, die in der zweiten Staffel zur Firma Lurzer hinzukommt. Zu Beginn ist sie kaufmännische Direktorin. Da sie jedoch aufgrund ihrer guten Beziehung zu Herrn Lurzer gelegentlich ihre Kompetenzen überschreitet und gegen Dr. Schmitt-Lausitz intrigiert, entbindet dieser sie von dieser Funktion und ernennt sie zur Sonderbeauftragten von Herrn Lurzer. Nachdem Dr. Schmitt-Lausitz die Firma verlassen hat, bekleidet sie die Position der Verkaufsleiterin. Sie hat eine Beziehung mit Sebastian von Niederbach.
Birgit Broegele ist ab der zweiten Staffel Büroleiterin des Schreibzimmers, das ab diesem Zeitpunkt personell völlig neu besetzt ist. Im Gegensatz zu ihren Vorgängerinnen Frau Hanisch und Frau Koch, die gelegentlich sehr kratzbürstig sein konnten, ist sie von ihrer Art stets ruhig und freundlich. Zudem leidet sie unter Magenproblemen und weist in Stresssituationen immer wieder darauf hin. Wenn Kollegen aus anderen Abteilungen im Schreibzimmer bevorzugt behandelt werden möchten, weist sie immer höflich, aber bestimmt darauf hin, dass es keine bevorzugte Behandlung gibt. Von ihren Kolleginnen im Schreibzimmer wird sie liebevoll „Broegele“ genannt.
Im Verlauf der zweiten Staffel verliebt sie sich in Herrn Lehmann. Ihre Beziehung ist durch Trennungen und Wiederversöhnungen geprägt. Eine durch einen Heiratsantrag von Herrn Lehmann ursprünglich geplante Hochzeit kommt jedoch nicht zustande.
Ingrid Schmelzer ist zu Beginn der zweiten Staffel Mitarbeiterin im Schreibzimmer. Sie ist gelegentlich etwas neugierig. In der dritten Staffel bleibt sie zwar mangels Räumen mit ihrem Arbeitsplatz im Schreibzimmer, wird jedoch zur persönlichen Assistentin des durch Herrn Lurzer neu eingestellten Controllers Dr. Scheibing berufen, nachdem ihre beiden Kolleginnen dies abgelehnt haben.
Sebastian von Niederbach ist Leiter eines Verkaufsbezirks und arbeitet mit Herrn Kalinke in einem Büro zusammen. Ähnlich wie Gerd Semmler aus der ersten Staffel ist er ein eher lockerer, teilweise etwas überheblich auftretender Typ, der gelegentlich später kommt und dafür früher geht oder während der Arbeitszeit ein Nickerchen macht. Zudem ist er, was die Abgabe von Unterlagen angeht, nicht ganz zuverlässig oder übersieht so manches Detail, was gelegentlich zu Problemen führt. Dies kompensiert er jedoch durch viel Charme und Charisma. Kurzzeitig wird er Leiter einer eigens für die Abwicklung eines Großauftrages gegründete Sonderabteilung. Im späteren Verlauf der zweiten Staffel arbeitet er aber wieder im Verkauf. In der dritten Staffel hat er die Firma verlassen.
Direktor Albrecht Brömmelkamm ist ein großer, beleibter Mann und der endgültige Nachfolger von Herrn Dr. Brokstedt. Im Gegensatz zu seinem Vorgänger erscheint er zwar in sich ruhend, ist aber nicht weniger impulsiv. Er führt die Firmengeschäfte mit sehr straffer Hand und verbringt auch die eine oder andere Nacht im Büro, wenn es sein muss. Gelegentlich benutzt er das „I-ging-Orakel“, das aus runden, münzähnlichen Scheiben und einem dazugehörigen Handbuch besteht, um verschiedene Situationen zu interpretieren. Er zitiert gerne einfache Regeln wie z. B. „Transparenz und Konsequenz“ und ist bei manchen Kollegen nur mäßig beliebt. So wird er in seiner Abwesenheit oft als „alter Stinkstiefel“ oder „der Alte“ bezeichnet, obwohl er trotz seiner straffen Führung sehr gutmütig ist.
In der letzten Folge der Serie wird er aufgrund seiner für die Firma erbrachten Leistungen zusätzlich in den Aufsichtsrat des gesamten Lurzer-Konzerns berufen.
Sein Running Gag: In der dritten Staffel hängt ein großes Porträtfoto seines Vorgängers Dr. Brokstedt an der Wand gegenüber dem Schreibtisch. Immer wenn eine Situation stressig wird oder ausweglos erscheint, schaut er das Bild an und sagt: „Das ist nicht mehr unsere Welt.“ Zudem hat er immer genau abgezählt zehn Pralinen in seiner Schreibtischschublade, von denen er genau eine isst.
Fritz Rohr ist ein meistens sehr stiller und etwas traurig wirkender, stets korrekt gekleideter Mann, der im Verlauf der zweiten Staffel in der Firma Lurzer nach langer Zeit der Arbeitslosigkeit wieder eingestellt wird. Seine größte Angst ist es, erneut arbeitslos zu werden, da er insbesondere um seine finanzielle Existenz bangt. Daher beteiligt er sich nie an irgendwelchen Protestaktionen gegen die Geschäftsleitung, weil er seine Stelle auf keinen Fall verlieren möchte.
In der dritten Staffel hat sein Kollege Wolfgang Förster eine Affäre mit seiner Tochter Susi, worüber er sehr verärgert ist und was er erfolglos zu unterbinden versucht. Nachdem er sich schließlich damit abgefunden hat und ernstlich darum bemüht ist, das Kriegsbeil mit Förster zu begraben, geht die Beziehung der beiden jedoch in die Brüche und Susi, die sogar für eine gewisse Zeit den Kontakt zu ihrem Vater abgebrochen hat, zieht wieder nach Hause.
Wolfgang Förster arbeitet zunächst als Angestellter gemeinsam mit Frau Wespe in der Registratur der Firma. Er fühlt sich dort jedoch unterfordert, da er über ein abgeschlossenes Hochschulstudium sowie einen Magister-Titel verfügt und sich daher zu Höherem berufen fühlt. Später bekommt er als Verkäufer einen Bezirk zugeteilt und wird kurzfristig sogar persönlicher Assistent von Dr. Scheibing, kurze Zeit später kommt er aber noch einmal in den Verkauf zurück. In der dritten Staffel wird er von Herrn Rohr als Nachhilfelehrer für dessen Tochter Susi engagiert und erteilt ihr Unterricht im Fach Latein. Dabei verlieben sich beide ineinander, was Herrn Rohr zu unterbinden versucht. Obwohl er und Susi neben der Nachhilfe auch noch diversen zwischenmenschlichen Aktivitäten nachgehen, kann er ihr zu einem bestandenen Abitur mit einem Schnitt von 2,7 verhelfen. Die Beziehung geht jedoch nach gewisser Zeit in die Brüche, da Susi Hausarbeiten wie Kochen und Putzen nicht übernehmen möchte. Sie zieht daher wieder zu ihren Eltern.
Vera Krafft kommt in der zweiten Staffel wegen eines Fahrradunfalls mit Angestellten der Lurzer KG in Kontakt. Im späteren Verlauf stellt sich dann heraus, dass sie eine Computerspezialistin ist und Arbeit sucht. Herr Lehmann, der einen Assistenten sucht, ist von ihren Referenzen so begeistert, dass er sich für eine Einstellung starkmacht. Obwohl ihr Direktor Brömmelkamm eine Festanstellung anbietet, möchte sie nur einen befristeten Vertrag von sechs Monaten, da ihr das Gehalt, das sie erhält, zu niedrig ist und sie ohnehin kein Interesse hat, sich langfristig an irgendetwas zu binden. Von ihrer Art ist sie sehr keck und nimmt selten ein Blatt vor den Mund. Für kurze Zeit hat sie eine Affäre mit Dr. Scheibing, beendet diese aber nach kurzer Zeit, da ihr der Stil, wie er mit seinen Kollegen umgeht, zuwider ist.
Johannes Neustein kommt als Verkäufer und Nachfolger von Herrn von Niederbach in die Firma. Zu Beginn sieht es so aus, als würde er den ganzen Tag nichts anderes tun, als privat zu telefonieren, was dazu führt, dass er schlechte Verkaufszahlen hat und nach seiner Probezeit entlassen werden soll. Wie sich dann aber herausstellt, waren die Gespräche gar nicht privat. Vielmehr hat er für die Firma Lurzer einen millionenschweren Auftrag für den Deutschen Fitnessbund an Land gezogen, wodurch ihm große Anerkennung zuteilwird und er zudem eine Provision in Höhe von 78.000 Mark (nach aktueller Kaufkraft € 69.892) erhält. Die Freude darüber wird allerdings jäh unterbrochen, da die Fertigungsabteilung mitteilt, dass der Firma die Kapazitäten für eine fristgerechte Lieferung fehlen, was eine Konventionalstrafe in Höhe von vier Millionen Mark (nach aktueller Kaufkraft € 3.584.229) und somit die Insolvenz der Firma Lurzer zur Folge hat. Als Johannes Neustein davon erfährt, klärt er Direktor Brömmelkamm jedoch darüber auf, dass seiner Ansicht nach diese Richtlinien völlig veraltet seien und er deswegen ohnehin andere Formulare benutzt habe, die weder die strengen Lieferzeiten noch Konventionalstrafen vorgesehen haben, sodass die Firma diesen großen Auftrag tatsächlich problemlos ausführen kann.
Dr. Eberhard Scheibing ist der von Herrn Lurzer berufene Controller. Zu Anfang hat er lediglich beratende Funktion, versteht es aber, seine Fäden so zu spinnen, dass er immer mehr Einfluss gewinnt und sowohl gegen Direktor Brömmelkamm als auch gegen die Verkaufsleiterin Frau Rothenbaum intrigiert, obwohl er sich mit dieser zu Anfang recht gut versteht. Schließlich treibt er seine Machtspiele so weit, dass Frau Rothenbaum das Handtuch wirft und kündigt, jedoch auf dringende Bitte von Herrn Direktor Brömmelkamm noch einmal davon Abstand nimmt.
Obwohl er über einen hervorragenden Studienabschluss und tiefgehende Kenntnisse der neuesten Theorien modernen Managements verfügt, stellt sich heraus, dass sein Wissen über theoretische Konstrukte nicht hinausgeht: Als er auf Anweisung von Direktor Brömmelkamm, der diese Vermutung beweisen möchte, eine Verkaufsausstellung organisieren soll, setzt er diese aufgrund geringer praktischer Erfahrung zu Brömmelkamms großer Schadenfreude gründlich in den Sand.

## Veröffentlichungen auf DVD
Die erste Staffel (Folgen 1–39) erschien am 7. März 2008, die zweite Staffel (Folgen 40–65) am 20. März 2009 und die dritte und letzte Staffel (Folgen 66–85) am 9. April 2010 auf DVD.
Während die ersten 26 Folgen inzwischen auf verschiedenen Video-on-Demand-Plattformen wie Amazon Instant Video angeboten werden, sind die DVD-Veröffentlichungen teilweise vergriffen (Stand: März 2016).
Am 13. November 2020 erschien eine DVD-Komplettbox (2125 Minuten auf 13 DVDs) von Fernsehjuwelen.

## Sonstiges
Die Autos der Serie tragen das Kennzeichen „NB“, das zur damaligen Zeit für die fiktiven Orte Namberg und Niederbach stand. In der Realität steht dieses Kennzeichen seit 1991 für Neubrandenburg. Die Serie wurde im Raum München gedreht.
Das große Gebäude der Firma Lurzer, Harryman & Sell ist in Wirklichkeit das Gebäude des FWU – Institut für Film und Bild in Wissenschaft und Unterricht und befindet sich in Grünwald.
1983 erschien ein Roman zur Serie mit dem Titel Büro, Büro oder die Untersuchungen des Azubi Sigbert Schmidt zum Faktor L in der Konrad Lurzer KG von Wolfgang Körner. Das Buch ist in der Serie selbst – in Folge 31 (Sabotage) der ersten Staffel ab Minute 16 – kurz zu sehen.

## Folgen
Staffeln 1 bis 3
1. Das Schreibwunder
2. Der Chef hat Geburtstag
3. Der Dienstweg
4. Der kleine, dicke Alf
5. Falsch kalkuliert
6. Thiemes Karriere
7. Planstelle frei
8. Das Rundschreiben
9. Betriebsausflug
10. Lehmann kommt
11. Steno und Räucherstäbchen
12. Urlaub im August
13. Lösung auf Japanisch
14. Bis auf weiteres geschlossen
15. Lurzer, Harryman & Sell
16. Die Dienstreise
17. Der Chef kommt zurück
18. Horlacher geht um
19. Betriebssport
20. Lehmann auf dem Bio-Trip
21. Der Werkspion
22. Verkäufer des Jahres
23. Ladenhüter
24. Vorzimmer-Roulette
25. Der Flirt
26. Der Mann aus Boston
27. Einer zu viel
28. Reizklima
29. Betriebsprüfung
30. Der Teemann
31. Sabotage
32. Schönes Wochenende
33. Warten auf Brokstedt
34. Im Zentrum der Macht
35. Reine Naturfaser
36. Öfter mal was Neues
37. Das Jubiläum
38. Fehler im System
39. Ganz in Weiß

Staffeln 4 und 5
1. Der Neubeginn
2. Das Champagner-Frühstück
3. Thiemes Sparmaßnahmen
4. Die Konkurrenzfirma
5. Niederbachs Ausstellung
6. Warten auf Gosslar
7. Das Gartenfest
8. Blumen und ein Rechenfehler
9. Kalinkes Dilemma
10. Aktion Rothenbaum
11. Der Verbesserungsvorschlag
12. Die Kaffeekrise
13. Das sportliche Team
14. Kein Platz für Thieme
15. Das Zwischenzeugnis
16. Die Macht des Schicksals
17. Karriere rückwärts
18. Trimmprogramm im Waschsalon
19. Vera Krafft kommt
20. Krach und Tränen
21. Der Zehn-Mark-Schein
22. Das VEW-System
23. Zusammenstöße
24. Die Parkplatz-Ordnung
25. Rollentausch
26. Lurzers Tante

Staffeln 6 und 7
1. Einstellungsstop
2. Der Controller
3. Delphin-Management
4. Der Einstand
5. Telefon-Krieg
6. Liebe per Computer
7. Tag der Frau
8. Gemeinsam und in Harmonie
9. Das Provisionssystem
10. Neusteins Auftrag
11. Scheibings Plan
12. Der Flop
13. Die russische Delegation
14. Thieme observiert
15. Kalinke in der Klemme
16. Machtproben
17. Der Karriere-Trip
18. Der Spezialist
19. Der Traummann
20. Kein Grund zum Feiern